# Annie Laurie (Sängerin)
Annie Laurie (* 11. August 1924 in Atlanta, Georgia; † 13. November 2006 in Titusville, Florida, USA) war eine US-amerikanische Rhythm-and-Blues-Sängerin.

## Leben
Annie Laurie begann ihre Karriere in Territory Bands von Snookum Russell und Dallas Bartley, mit dem 1945 ihre erste Aufnahme entstand, eine Coverversion von W. C. Handys St. Louis Blues. Kurz danach kam sie nach New Orleans und wurde Mitglied der Band von Paul Gayten, mit dem sie eine Reihe von Titeln für das R&B-Label De Luxe Records einspielte, bei denen ab 1950 auch Sam Woodyard mitwirkte. Sie hatte 1947 einen Hit mit dem Song Since I Fell for You, bei dem Paul Gaytens Trio sie begleitete (Deluxe 1082); der Song stieg auf #3 der R&B Charts, wo er acht Wochen blieb. Sie spielte fast zwanzig weitere Einspielungen für das Label ein. 1949 wechselte Laurie nach einer Übernahme des Labels mit den Labeleignern zu Regal Records, wo sie im selben und im Folgejahr zwei weitere Hits in den Top Ten hatte. Weitere Songs der Laurie/Gayten-Band waren Lonely Blues (Deluxe 3192, 1948), Cutting Out (Regal, 1949), Annie's Blues (De Luxe 3211) und ein Cover des Lucky-Millinder-Hits I’ll Never Be Free (Regal 3258, 1950).
Als das Regal-Label kurz vor seinem Aus stand, begann sie eine Solokarriere bei Okeh Records und wechselte dann Mitte der 1950er Jahre zu Savoy Records. 1956 kehrte sie zum DeLuxe-Labek zurück, um 1957 ihren größten Hit It Hurts to Be in Love aufzunehmen, der bis auf Platz 3 der R&B-Charts kam. 1960 folgte If You’re Lonely, das ebenfalls chartete. Anfang der 1960er Jahre entstanden noch weitere Aufnahmen für das Label Ritz, bevor sie das Musikgeschäft verließ, um sich ausschließlich als Kirchenmusikerin zu betätigen. Annie Laurie war angeblich Vorbild von Dinah Washington.

## Diskografische Hinweise
- Paul Gayten & Annie Laurie – Creole Gal (1947–1957)
- Annie Laurie/Various Artists Regal Records In New Orleans